# 雪佛蘭邁銳寶
雪佛兰迈锐宝（Chevrolet Malibu）是雪佛兰于1964年至1983年以及自1997年以来制造和销售的中型车。邁銳寶的名稱來自美國加利福尼亞州洛杉磯縣的马里布。

## 外部鏈接
- 官方网站
- 中的“Chevrolet Malibu”
- CNN Money: Chevy Malibu Wins Car of the Year （页面存档备份，存于） (2008)